# Vaginaal stoombad
Het vaginale stoombad of fayawatra is een eeuwenoud gebruik bij Afrikaanse en Afro-Surinaamse vrouwen. Het stoombad wordt gebruikt om de vagina strak en droog te maken of de baarmoeder te reinigen na menstruatie, zwangerschap, miskraam of abortus.
Voor het vaginale stoombad zijn specifieke kruiden nodig, zoals bladeren van de Chrysobalanus icaco.